# جیجاق سینه‌سیاه
جیجاق سینه‌سیاه(نام علمی: Cyanocorax affinis) نام یک گونه از سرده جیجاق‌های کاکلی است.